# Box Office Mojo
Box Office Mojo è un sito web statunitense di proprietà di Amazon, che raccoglie i dati riguardanti gli incassi cinematografici.
Nel sito sono presenti le classifiche dei maggiori incassi in Nord America e i maggiori incassi a livello mondiale, che vengono aggiornate quotidianamente, con le relative date di uscita di ogni film e i loro rispettivi budget di produzione.

## Storia
Il sito fu inaugurato nell'agosto del 1999 da Brandon Gray, mentre nel luglio del 2008 è stato acquisito da Amazon.com, probabilmente per poterlo integrare con IMDb, sito già di proprietà di Amazon dal 1998 e principale rivale di Box Office Mojo.
Il 23 ottobre 2019 il sito ha subìto modifiche radicali, ed è stato rinominato "Box Office Mojo by IMDbPro", con diverse statistiche, precedentemente gratuite, che sono diventate accessibili solo grazie a IMDbPro, il servizio di abbonamento di IMDb.